# Bengt Fahlkvist
Bengt Fahlkvist (Helgesta socken, Suecia, 15 de abril de 1922-7 de marzo de 2004) fue un deportista sueco especialista en lucha libre olímpica donde llegó a ser medallista de bronce olímpico en Londres 1948.

## Carrera deportiva
En los Juegos Olímpicos de 1948 celebrados en Londres ganó la medalla de bronce en lucha libre olímpica estilo peso ligero-pesado, tras el estadounidense Henry Wittenberg (oro) y el suizo Fritz Stöckli (plata).